# 渋川育由
渋川 育由（しぶかわ いくよし 1946年6月28日 - ）は日本のグラフィック・デザイナー、風景評論家、装幀家。
島根県出身。1969年、武蔵野美術大学産業デザイン学部商業デザイン学科卒業。

## 著書
- 二人一集 : 散華詩篇・現形図鑑 正津勉 [著],渋川育由 [画] 土曜美術社 1974
- 配色事典 渋川育由, 高橋ユミ 編 河出書房新社 1983
- イスラムの文様 : Design manual 小杉泰, 渋川育由 著 講談社 1984
- 配色事典 part 2 渋川育由, 高橋ユミ 編 河出書房新社 1984
- カラー・コーディネイション 高橋ユミ, 渋川育由 著 河出書房新社 1985
- 配色事典 part 3 渋川育由, 高橋ユミ 編 河出書房新社 1986
- 男のカラーコーディネイト事典 渋川育由, 高橋ユミ 著 河出書房新社 1987
- もっとステキに色を着る事典 高橋ユミ, 渋川育由 著 河出書房新社 1988
- Designer's guide couleur / adapté du japonais par H. Kiri 高橋, ユミ,渋川, 育由, 1946- Arhaud 1988
- 男のカラー・コーディネイト事典 : メンズ編 渋川育由, 高橋ユミ 著 河出書房新社 1989 (配色事典シリーズ ; 5)
- カラー・コーディネイション : ベーシック編 高橋ユミ, 渋川育由 著 河出書房新社 1989 (配色事典シリーズ ; 4)
- 配色事典 part 1 (色相編) 渋川育由, 高橋ユミ 編 河出書房新社 1989 (配色事典シリーズ ; 1)
- プロのための配色事典 part 1 渋川育由, 高橋ユミ 著 河出書房新社 1989
- もっとステキに色を着る事典 : Color coordination テクニック編 高橋ユミ, 渋川育由 著 河出書房新社 1989 (配色事典シリーズ ; 6)
- プロのための配色事典 part 2 (色のイメージ編) 渋川育由, 高橋ユミ 著 河出書房新社 1990
- インテリア配色事典 渋川育由, 高橋ユミ 著 河出書房新社 1991
- 江戸イラスト事典 渋川育由 編著 河出書房新社 1992
- 眠る5分まえに見る本 part 4 渋川育由 編 河出書房新社 1993
- 眠る5分まえに見る本 part 3 渋川育由 編 河出書房新社 1993
- 眠る5分まえに見る本 渋川育由 編 河出書房新社 1993
- 眠る5分まえに見る本 part 5 渋川育由 編 河出書房新社 1993
- 眠る5分まえに見る本 part 2 渋川育由 編 河出書房新社 1993
- もっとステキに色を着る事典 2 (ジャケット編) 高橋ユミ, 渋川育由 著 河出書房新社 1993
- ザ・カラー : 色と配色の事典 渋川育由, 高橋ユミ 著 河出書房新社 1993
- 眠る5分まえに見る本 part 6 渋川育由 編 河出書房新社 1994
- 眠る5分まえに見る本 part 9 渋川育由 編 河出書房新社 1994
- 眠る5分まえに見る本 part 8 渋川育由 編 河出書房新社 1994
- カラー・チップ事典 : 切りとり式・色指定マニュアル pt.2 渋川育由, 高橋ユミ 著 河出書房新社 1994
- カラー・チップ事典 : 切りとり式・色指定マニュアル pt.1 渋川育由, 高橋ユミ 著 河出書房新社 1994
- 眠る5分まえに見る本 part 7 渋川育由 編 河出書房新社 1994
- 眠る5分まえに見る本 part 10 渋川育由 編 河出書房新社 1994
- 愛しきもの 渋川育由 編 河出書房新社 1995 (あなたがまだ小さかったころの地球の本)
- 花咲く村 渋川育由 編 河出書房新社 1995 (あなたがまだ小さかったころの地球の本)
- どこか遠くへ 渋川育由 編 河出書房新社 1995 (あなたがまだ小さかったころの地球の本)
- 海へ : あなたがまだ小さかったころの地球の本 渋川育由 編 河出書房新社 1995
- 「モルディブ」海の光 渋川育由 編 河出書房新社 1996
- あの日々 : あなたからあなたへの手紙 渋川育由 編 河出書房新社 1996
- 世界の名景ベスト50 渋川育由 編 河出書房新社 1997
- レイアウトひらめき事典 2 デジタル・デザインセンター 編,渋川育由 監修 河出書房新社 1999
- プロのための配色事典 pt.2(色のイメージ編) 渋川育由, 高橋ユミ 著 河出書房新社 2001
- プロのための配色事典 pt.1(色のトーン編) 渋川育由, 高橋ユミ 著 河出書房新社 2001
- 眠る5分まえに見る本 : dream 渋川育由 著 河出書房新社 2006
- 人生を変える世界の名景ベスト50 : 保存版 渋川育由 編 河出書房新社 2006
- 自分さがしの日本の名景ベスト50 : 保存版 渋川育由 編著 河出書房新社 2007
- ふたりで見たい世界の名景ベスト50 : 保存版 渋川育由 編 河出書房新社 2007
- 出会いの道日本の名景ベスト50 : 保存版 渋川育由 編著 河出書房新社 2008
- ふしぎの誘惑世界の名景ベスト50 : 保存版 渋川育由 編著 河出書房新社 2008
- 輝きのかなた世界の名景ベスト50 : 保存版 渋川育由 編著 河出書房新社 2008
- ほほえみの四季日本の名景ベスト50 : 保存版 渋川育由 編著 河出書房新社 2008
- 地中海の光ベスト50 : 世界の名景 渋川育由 編 河出書房新社 2009
- 中国神秘の旅ベスト50 : 世界の名景 渋川育由 編 河出書房新社 2009
- そのさきの楽園世界の名景ベスト50 : 保存版 渋川育由 編 河出書房新社 2009
- なごみの風日本の名景ベスト50 : 保存版 渋川育由 編 河出書房新社 2009
- 空はたかく日本の名景ベスト50 : 保存版 渋川育由 編 河出書房新社 2009
- 空から見る日本ふしぎ絶景50 渋川育由 編 河出書房新社 2010
- 日本の夜景絶景50 渋川育由 編 河出書房新社 2010
- 日本ふしぎ絶景ベスト50 : 日本の名景 渋川育由 編 河出書房新社 2010
- 日本楽園の旅ベスト50 : 日本の名景 渋川育由 編 河出書房新社 2010
- 日本ふしぎワンダーランド50 渋川育由 編 河出書房新社 2011
- 世界ふしぎワンダーランド50 渋川育由 編 河出書房新社 2011
- 世界のワンダー富士山spot50 渋川育由 編 河出書房新社 2012
- 世界ふしぎワンダーライフ50 渋川育由 編 河出書房新社 2012
- 世界のふしぎ理想郷50 渋川育由 編 河出書房新社 2013
- なぜか頭からはなれない奇妙な絶景50 渋川育由 編著 河出書房新社 2014
- なぜか心ひかれる日本の奇妙な絶景50 渋川育由 編著 河出書房新社 2014
- 日本のふしぎ理想郷50 渋川育由 編著 河出書房新社 2014
- 世にもふしぎな極上ワンダーランド 渋川育由 編 河出書房新社 2015